# 松树丛圆环
松树丛圆环（Pinehurst Circle）是美国华盛顿哥伦比亚特区西北区的一个交通环岛，位于西大道（Western Avenue）、犹他大道（Utah Avenue）、33街和沃辛顿街（Worthington Street）的交汇处。松树丛圆环沿华盛顿哥伦比亚特区与马里兰州边境形成一个半圆，E6和M4两条巴士路线在此设站。